# Mycomya novagallica
Mycomya novagallica är en tvåvingeart som beskrevs av Vaisanen 1984. Mycomya novagallica ingår i släktet Mycomya och familjen svampmyggor.
Artens utbredningsområde är Québec. Inga underarter finns listade i Catalogue of Life.